# Долар (Ейзенхауер)
Долар (Ейзенхауер) (англ. Eisenhower dollar) — монета США, яка карбувалася у 1971-1978 роках, отримала свою назву завдяки зображенню портрета Дуайта Ейзенхауера (1890-1970), також монета має ще одну назву «місячний долар» (англ. Moon dollar), через зображення місячного ландшафту на реверсі. Монета стала першою з вартістю в один долар, з моменту останнього випуску цього номіналу у 1935 році. У 1975-1976 роках карбувався ювілейний випуск цієї монети на честь 200-річчя США, зі зміненим дизайном реверса.

## Історія

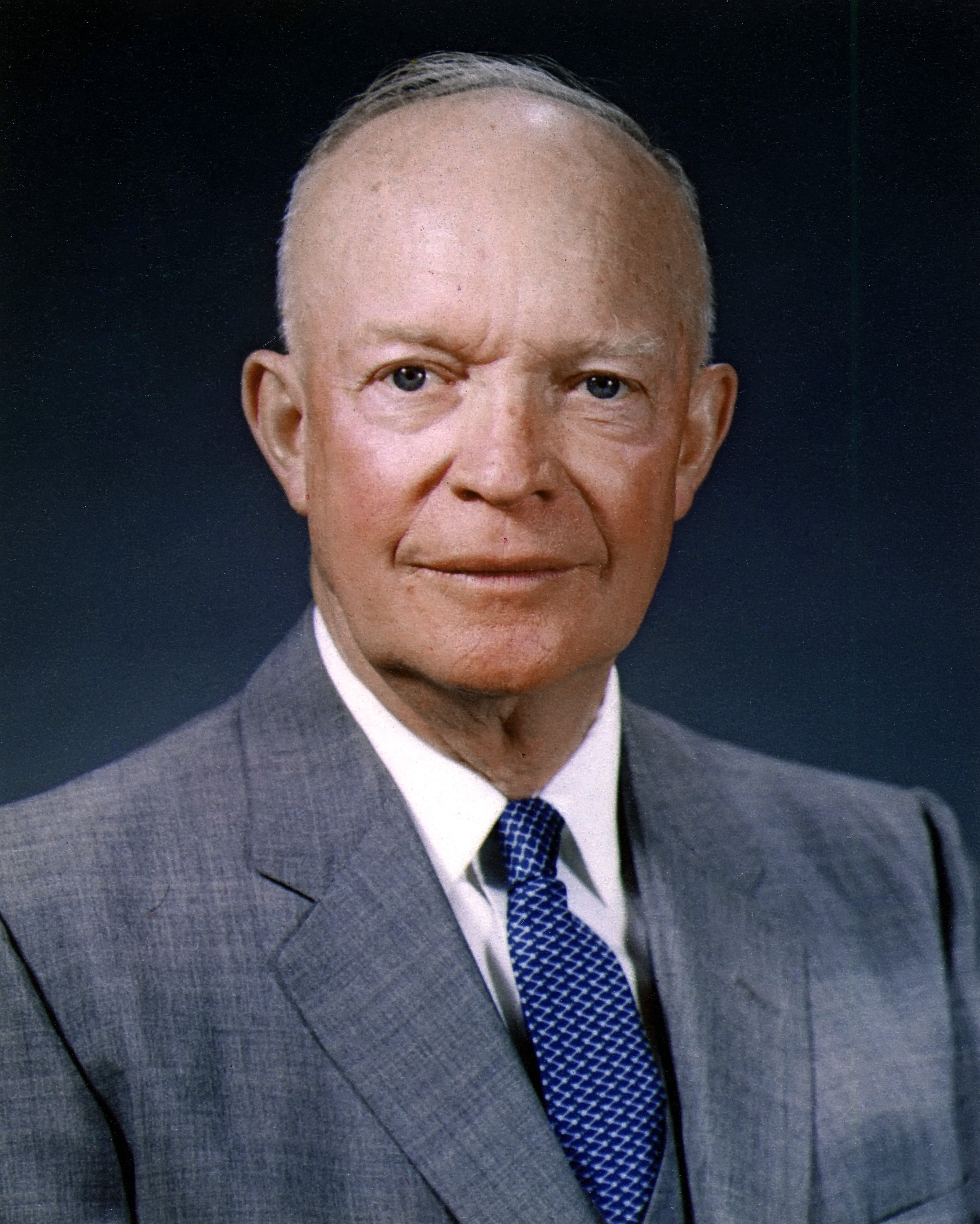
34-й президент США Дуайт Ейзенхауер

1969-го року після смерті 34-го президента Дуайта Ейзенхауера (керував країною у 1953-1961 роках), було вирішено увічнити його пам'ять на монеті, а також подію першої висадки американських космонавтів на місяць. Завдання на створення нового дизайну доручили головному граверу Монетного двору США Френку Гаспарро. У 1976 році на честь святкування 200-річчя США, вийшов ювілейний випуск цієї монети, дизайн аверсу залишився таким же, а на реверсі розробленого гравером Деннісом Уільямсом зображався Дзвін Свободи на тлі Місяця.
Для обігу монета карбувалася з мідно-нікелевого сплаву, а також спеціально для нумізматів у Сан-Франциско карбувалася серія зі срібно-мідного сплаву (Вміст срібла в монеті становив 9,841 грамів, або 40% від ваги монети). Мідно-нікелеві монети важили 22,68 грама, зовнішні шари містили 75% міді і 25% нікелю, внутрішні — 100% міді. Срібно-нікелеві монети важили 24,59 грама, внутрішні шари містили 75% міді і 25% нікелю, зовнішні — 20,9% срібла.
Це остання однодоларова монета, яка зберегла пропорційне співвідношення розмірів до монет меншого номіналу, наступні доларові монети мали набагато менші розміри.

## Карбування
Монета карбувалася на монетних дворах Філадельфії, Денвера і Сан-Франциско. Позначки монетних дворів розташовувалися під портретом на аверсі.
- Відсутня — монетний двір Філадельфії
- D — монетний двір Денвера
- S — монетний двір Сан-Франциско (тільки у наборах)

## Тираж
| Рік                                   | Філадельфія                       | Денвер                            |
| ------------------------------------- | --------------------------------- | --------------------------------- |
| 1971                                  | 47,799,000                        | 68,587,424                        |
| 1972                                  | 75,890,000                        | 92,548,511                        |
| 1973                                  | 1,769,258                         | 1,769,258                         |
| 1974                                  | 27,366,000                        | 45,517,000                        |
| 1975 (монети випущені з датою "1976") | (тираж зарахувався за 1976 роком) | (тираж зарахувався за 1976 роком) |
| 1976                                  | 117,337,000 (ювілейний випуск)    | 103,228,274 (ювілейний випуск)    |
| 1977                                  | 12,596,000                        | 32,983,006                        |
| 1978                                  | 25,702,000                        | 33,012,890                        |

## Опис

### Аверс
Зображення портрету Дуайта Ейзенхауера, нижче підборіддя портрету напис «IN GOD WE TRUST», зверху напис півколом по краю «LIBERTY», знизу рік випуску (на ювілейному випуску дата 1776-1976).

### Реверс

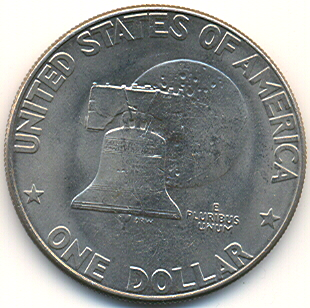
Реверс ювілейного випуску монети 1976 року: Дзвін Свободи на тлі Місяця

Зображення на фоні місячного ґрунту білоголового орлану з оливковою гілкою у лапах. У небі силует Землі, 13 зірок півколом, напис «E PLURIBUS UNUM». Зверху півколом по краю напис «UNITED STATES OF AMERICA», знизу напис «ONE DOLLAR».
На ювілейному випуску монети 1976 року зображення Дзвіну Свободи на фоні Місяця. Зверху напис-назва країни, знизу позначення номіналу, між написами дві зірки. Під силуетом Місяця напис «E PLURIBUS UNUM».

## Джерело
- Нумізматичний сайт [Архівовано 26 вересня 2011 у Wayback Machine.]